# Ђонај
Ђонај (алб. Gjonaj) је насељено место у општини Призрен, на Косову и Метохији. Према попису становништва из 2011. у насељу је живело 4.818 становника.

## Становништво
Према попису из 2011. године, Ђонај има следећи етнички састав становништва:
| Националност       | 2011.          |
| Албанци            | 4.805 (99,73%) |
| Бошњаци            | 4 (0,08%)      |
| Срби               | 1 (0,02%)      |
| Ашкалије           | 1 (0,02%)      |
| остали и непознато | 7 (0,15%)      |
| Укупно             | 4.818          |

| Демографија | Демографија | Демографија |
| Година      | Становника  | Становника  |
| ----------- | ----------- | ----------- |
| 1948.       | 1.350       |             |
| 1953.       | 1.387       |             |
| 1961.       | 1.577       |             |
| 1971.       | 2.177       |             |
| 1981.       | 2.958       |             |
| 1991.       | 3.666       |             |
| 2011.       | 4.818       |             |